# John B. Sollenberger Trophy
John B. Sollenberger Trophy je hokejska nagrada, ki se letno podeljuje vodilnemu strelcu lige American Hockey League. 
Nagrada se od 1955 imenuje po Johnu B. Sollenbergerju, dolgoletnemu delavcu v ligi. Bil je direktor in predsednik kluba Hershey Bears in bivši predsedujoči Odboru guvernerjev. 
Nagrada se je prvotno imenovala Wally Kilrea Trophy po Wallyju Kilreaju, ki je držal rekord za največ doseženih zadetkov v eni sezoni, ko so nagrado prvič podelili, v sezoni 1947/48. Tisto sezono je njegov rekord presegel prvi prejemnik nagrade Carl Liscombe, po komer se je nato nagrada imenovala Carl Liscombe Trophy do leta 1955. 

## Dobitniki
John B. Sollenberger Trophy
- 2011/12 - Chris Bourque, Hershey Bears
- 2010/11 - Corey Locke, Binghamton Senators
- 2009/10 - Keith Aucoin, Hershey Bears
- 2008/09 - Alexandre Giroux, Hershey Bears
- 2007/08 - Jason Krog, Chicago Wolves
- 2006/07 - Darren Haydar, Chicago Wolves
- 2005/06 - Kirby Law, Houston Aeros
- 2004/05 - Jason Spezza, Binghamton Senators
- 2003/04 - Pavel Rosa, Manchester Monarchs
- 2002/03 - Steve Maltais, Chicago Wolves
- 2001/02 - Donald MacLean St. John's Maple Leafs
- 2000/01 - Derek Armstrong, Hartford Wolf Pack
- 1999/00 - Christian Matte, Hershey Bears
- 1998/99 - Domenic Pittis, Rochester Americans
- 1997/98 - Peter White, Philadelphia Phantoms
- 1996/97 - Peter White, Philadelphia Phantoms
- 1995/96 - Brad Smyth, Carolina Monarchs
- 1994/95 - Peter White, Cape Breton Oilers
- 1993/94 - Tim Taylor, Adirondack Red Wings
- 1992/93 - Don Biggs, Binghamton Rangers
- 1991/92 - Shaun Van Allen, Cape Breton Oilers
- 1990/91 - Kevin Todd, Utica Devils
- 1989/90 - Paul Ysebaert, Utica Devils
- 1988/89 - Stephan Lebeau, Sherbrooke Canadiens
- 1987/88 - Bruce Boudreau, Springfield Indians
- 1986/87 - Tim Tookey, Hershey Bears
- 1985/86 - Paul Gardner, Rochester Americans
- 1984/85 - Paul Gardner, Binghamton Whalers
- 1983/84 - Claude Larose, Sherbrooke Jets
- 1982/83 - Ross Yates, Binghamton Whalers
- 1981/82 - Mike Kaszycki, New Brunswick Hawks
- 1980/81 - Mike Lofthouse, Hershey Bears
- 1979/80 - Norm Dube, Nova Scotia Voyageurs
- 1978/79 - Bernie Johnston, Maine Mariners
- 1977/78 - Rick Adduono, Rochester Americans & Gord Brooks, Philadelphia Firebirds
- 1976/77 - Andre Peloffy, Springfield Indians
- 1975/76 - Jean-Guy Gratton, Hershey Bears
- 1974/75 - Doug Gibson, Rochester Americans
- 1973/74 - Steve West, New Haven Nighthawks
- 1972/73 - Yvon Lambert, Nova Scotia Voyageurs
- 1971/72 - Don Blackburn, Providence Reds
- 1970/71 - Fred Speck, Baltimore Clippers
- 1969/70 - Jude Drouin, Montreal Voyageurs
- 1968/69 - Jeannot Gilbert, Hershey Bears
- 1967/68 - Simon Nolet, Quebec Aces
- 1966/67 - Gord Labossiere, Quebec Aces
- 1965/66 - Dick Gamble, Rochester Americans
- 1964/65 - Art Stratton, Buffalo Bisons
- 1963/64 - Gerry Ehman, Rochester Americans
- 1962/63 - Bill Sweeney, Springfield Indians
- 1961/62 - Bill Sweeney, Springfield Indians
- 1960/61 - Bill Sweeney, Springfield Indians
- 1959/60 - Fred Glover, Cleveland Barons
- 1958/59 - Bill Hicke, Rochester Americans
- 1957/58 - Willie Marshall, Hershey Bears
- 1956/57 - Fred Glover, Cleveland Barons
- 1955/56 - Zellio Toppazzini, Providence Reds
- 1954/55 - Eddie Olson, Cleveland Barons

Carl Liscombe Trophy
- 1953/54 - George Sullivan, Hershey Bears
- 1952/53 - Eddie Olson, Cleveland Barons
- 1951/52 - Ray Powell, Providence Reds
- 1950/51 - Ab DeMarco, Buffalo Bisons
- 1949/50 - Les Douglas, Cleveland Barons
- 1948/49 - Sid Smith, Pittsburgh Hornets
- 1947/48 - Carl Liscombe, Providence Reds